# Братешу-Векі
Братешу-Векі (рум. Brateșu Vechi) — село у повіті Бреїла в Румунії. Входить до складу комуни Сурділа-Греч.
Село розташоване на відстані 117 км на північний схід від Бухареста, 56 км на південний захід від Бреїли, 145 км на північний захід від Констанци, 70 км на південний захід від Галаца, 146 км на південний схід від Брашова.

## Населення
За даними перепису населення 2002 року у селі проживала 121 особа, усі — румуни. Усі жителі села рідною мовою назвали румунську.